# Koendu
Koendu, igłozwierz, jeżownica (Coendou) – rodzaj ssaków z podrodziny ursonów (Erethizontinae) w obrębie rodziny ursonowatych (Erethizontidae).

## Nazwa zwyczajowa
We wcześniejszej polskiej literaturze zoologicznej nazwa „koendu” była używana do oznaczania gatunku Coendou prehensilis. W wydanej w 2015 roku przez Muzeum i Instytut Zoologii Polskiej Akademii Nauk publikacji „Polskie nazewnictwo ssaków świata” gatunkowi nadano nazwę koendu brazylijski, rezerwując nazwę koendu dla rodzaju tych ursonowatych.

## Rozmieszczenie geograficzne
Rodzaj obejmuje gatunki występujące w Ameryce (Meksyk, Belize, Gwatemala, Salwador, Honduras, Nikaragua, Kostaryka, Panama, Kolumbia, Trynidad i Tobago, Wenezuela, Gujana, Surinam, Gujana Francuska, Brazylia, Ekwador, Peru, Boliwia, Paragwaj, Urugwaj i Argentyna).

## Charakterystyka
Długość ciała (bez ogona) 239–560 mm, długość ogona 105–578 mm, długość ucha 7–29 mm, długość tylnej stopy 46–95 mm; masa ciała 0,6–5,3 kg. Cechą wyróżniającą koendu są ich chwytne ogony. Modyfikacja przednich i tylnych  stóp umożliwiła im chwytanie, dzięki czemu zwierzę to stało się znakomitym wspinaczem zaadaptowanym do życia na drzewach. Koendu żywią się liśćmi, pędami, owocami, korą, korzeniami i pąkami, bywają również szkodnikami upraw plantacji. Koendu wydają odgłosy przypominające dziecko, by komunikować się w obrębie swojego gatunku. Młode rodzą się pokryte miękkimi włosami, które twardnieją z wiekiem. Dorosłe poruszają się powoli, a w momencie zagrożenia zwijają się w kulkę. Zwierzęta te dożywają maksymalnie 27 roku życia.

## Systematyka
Rodzaj zdefiniował w 1799 roku francuski przyrodnik Bernard Germain de Lacépède w rozdziale dotyczącym systematyki ssaków, w publikacji swojego autorstwa poświęconej przemówieniu otwierającym i zamykającym kurs historii naturalnej, wygłaszanym w Muzeum Historii Naturalnej w Paryżu. Gatunkiem typowym jest (oznaczenie monotypowe) koendu brazylijski (C. prehensilis). 

### Etymologia
- Coendou (Coendus, Coandus, Coandu, Coendu, Coendou): nazwa Coendu oznaczająca w tupi długoogoniaste, żyjące na drzewach pokryte kolcami gryzonie[26].
- Sinetheres (Sinoetherus, Synethere, Synetheres, Synoetheres): gr. συνηθης sunēthēs ‘żyjący razem’[27]. Gatunek typowy (oznaczenie monotypowe): Hystrix prehensilis Linnaeus, 1758.
- Sphiggurus (Sphingurus): gr. σφιγγω sphiggō ‘związać ciasno, skrępować’; ουρα oura ‘ogon’[28]. Gatunek typowy (oznaczenie oryginalne): Hystrix spinosa F. Cuvier, 1823.
- Laboura: gr. λαμβανω lambanō ‘chwycić’; ουρα oura ‘ogon’[29].
- Cercolabes: gr. κερκος kerkos ‘ogon’; λαμβανω lambanō ‘chwycić’[30].
- Echinoprocta: gr. εχινος ekhinos ‘jeż’; πρωκτος prōktos ‘zad’[31]. Gatunek typowy (oznaczenie monotypowe): Erithizon (Echinoprocta) rufescens J.E. Gray, 1865.
- Mamsynetheresus: modyfikacja zaproponowana przez meksykańskiego przyrodnika Alfonso Luisa Herrerę w 1899 roku polegająca na dodaniu do nazwy rodzaju przedrostka Mam (od Mammalia)[32].
- Cryptosphingurus: gr. κρυπτος kruptos ‘ukryty’; rodzaj Sphingurus Gloger, 1841[33][17]. Gatunek typowy (oznaczenie oryginalne): Sphiggure villosa F. Cuvier, 1823 (= Hystrix spinosa F. Cuvier, 1823).
- Caaporamys: Caaporã (lub Caipora), rdzenne bóstwo Amazonii, opiekun zwierząt; nazwa oznacza w językach tupi-guarani ‘ten, który mieszka w lesie’; gr. μυς mus, μυος muos ‘mysz’[18]. Gatunek typowy (oznaczenie oryginalne: Cercolabes melanurus Wagner, 1842.

### Podział systematyczny
Analiza filogenetyczna przeprowadzona przez Vossa, Hubbard i Jansę (2013) wykazała, że gatunki tradycyjnie zaliczane do rodzaju Coendou nie tworzą kladu, do którego nie należałyby także gatunki z rodzajów Echinoprocta i Sphiggurus; według tej analizy także gatunki tradycyjnie zaliczane do rodzaju Sphiggurus nie tworzą kladu, do którego nie należałyby też gatunki z rodzajów Coendou i Echinoprocta. Na tej podstawie autorzy zsynonimizowali rodzaje Echinoprocta i Sphiggurus z rodzajem Coendou, przenosząc zaliczane do nich gatunki do tego ostatniego rodzaju. W takim ujęciu do rodzaju należą następujące występujące współcześnie gatunki zgrupowane w trzech podrodzajach:
| Podrodzaj  | Nazwa zwyczajowa | Grafika | Gatunek               | Autor i rok opisu | Nazwa zwyczajowa              | Podgatunki         | Rozmieszczenie geograficzne | Podstawowe wymiary                              | Status IUCN |
| ---------- | ---------------- | ------- | --------------------- | --- | ----------------------------- | ------------------ | --- | ----------------------------------------------- | ----------- |
| Coendou    | koendu           |         | Coendou prehensilis   | (Linnaeus, 1758) | koendu brazylijski            | gatunek monotypowy | endemit Brazylii (północny Mata Atlântica na południe do prawego brzegu rzeki São Francisco (Alagoas)) | DC: 29–48 cm DO: 31–43 cm >MC: 2,3–2,9 kg       | LC          |
| Coendou    | koendu           |         | Coendou longicaudatus | Daudin, 1802 |                               | 2 podgatunki       | szeroko rozpowszechiony w Mâta Atlantica na wschód od Andów na południe do północno-zachodniej Argentyny i Paragwaju; również Trynidad i Tobago (Trynidad)                                                      | DC: 45–57 cm DO: 46–60 cm MC: 2,3–5,6 kg        | NE          |
| Coendou    | koendu           |         | Coendou baturitensis  | Feijó & Langguth, 2013                                                                                                   | koendu trójbarwny             | gatunek monotypowy | endemit Brazylii (wschodnia Amazonia (Pará i Maranhão) oraz górskie lasy w Ceará) | DC: 46–55 cm DO: 32–47 cm MC: 3,4–3,5 kg        | DD          |
| Coendou    | koendu           |         | Coendou mexicanus     | (Kerr, 1792) | igłozwierz meksykański        | gatunek monotypowy | Meksyk (w San Luis Potosí i Guerrero) na południe do zachodniej Panamy; zakres wysokości: 0–2300 m n.p.m. | DC: 35–46 cm DO: 20–36 cm MC: 1,4–2,6 kg        | LC          |
| Coendou    | koendu           |         | Coendou rufescens     | (J.E. Gray, 1865) | jeżownica górska              | gatunek monotypowy | wszystkie 3 pasma Andów w środkowej i południowej Kolumbii, na południe od obu zboczy do północnego Peru (Lambayeque), a także północnej Boliwii (Cochabamba); zakres wysokości: 800–3500 m n.p.m.              | DC: 31–37 cm DO: 10,5–15 cm MC: brak danych     | LC          |
| Coendou    | koendu           |         | Coendou quichua       | O. Thomas, 1899 | koendu włochaty               | gatunek monotypowy | endemit Ekwadoru: północno-zachodnia część; zakres wysokości: 0–3300 m n.p.m. | DC: 33–44 cm DO: 26–41 cm MC: 2–3 kg            | DD          |
| Coendou    | koendu           |         | Coendou rothschildi   | O. Thomas, 1902 |                               | gatunek monotypowy | wschodnia Panama i transandyjska Kolumbia | DC: 36–43,8 cm DO: 27–42 cm MC: brak danych     | NE          |
| Coendou    | koendu           |         | Coendou vossi         | Ramírez-Chaves, Mazepa, D.M. Morales-Martínez, Suárez-Castro, Colmenares-Pinzón, Pulido-Santacruz & Noguera-Urbano, 2025 |                               | gatunek monotypowy | endemit Kolumbii: międzyandyjska dolina rzeki Magdalena i karaibski obszar (departament Magdalena), wzdłuż wschodniej (orientalnej) i centralnej części Kordyliery od César na południe do Huila                | DC: 26–33 cm DO: 20,4–29 cm MC: brak danych     | NE          |
| Sphiggurus | igłozwierz       |         | Coendou bicolor       | (von Tschudi, 1844) | koendu dwubarwny              | gatunek monotypowy | wschodnie Andy od północnego Peru (San Martín) na południe do zachodniej Boliwii; zachodnie Andy w północnym Peru (Cajamarca)                                                                                   | DC: 38–50 cm DO: 33–54 cm MC: 3,4–4,7 kg        | LC          |
| Sphiggurus | igłozwierz       |         | Coendou nycthemera    | (I. von Olfers, 1818) | konedu czarny                 | gatunek monotypowy | endemit Brazylii (na południe od rzeki Amazonka, na wschód od rzeki Madeira do wyspy Marajó (Amazonas, Pará i być może Maranhão)                                                                                | DC: 29–38 cm DO: 28–37 cm MC: około 950 g       | DD          |
| Sphiggurus | igłozwierz       |         | Coendou speratus      | Mendes Pontes, Gadelha, E.R.A. Melo, de Sá, Loss, Caldara, L.P. Costa & Y.L.R. Leite, 2013                               | koendu kolczasty              | gatunek monotypowy | endemit Brazylii (Pernambuco i Alagoas) | DC: 33–44 cm DO: 29–32 cm MC: 1,4–1,6 kg        | VU          |
| Sphiggurus | igłozwierz       |         | Coendou spinosus      | (F. Cuvier, 1823) | igłozwierz długokolcy         | gatunek monotypowy | południowo-wschodnia Brazylia (na południe w Minas Gerais i Espírito Santo), wschodni Paragwaj (rzeka Tebicuary), północny Urugwaj i północno-wschodnia Argentyna (Misiones); zakres wysokości: 0–1150 m n.p.m. | DC: 24–55 cm DO: 20–38 cm MC: około 1 kg        | LC          |
| Sphiggurus | igłozwierz       |         | Coendou insidiosus    | (I. von Olfers, 1818) | igłozwierz pónocnobrazylijski | gatunek monotypowy | endemit Brazylii (prawdopodobnie od południowego Sergipe do skrajnie wschodniego Minas Gerais i północnego Rio de Janeiro)                                                                                      | DC: 29–35 cm DO: 18–22 cm MC: brak danych       | LC          |
| Caaporamys |                  |         | Coendou vestitus      | O. Thomas, 1899 | igłozwierz kolumbijski        | gatunek monotypowy | endemit Kolumbii (zachodnie podnóża (prawdopodobnie także niższe stoki) wschodnich Andów (Cundinamarca)) | DC: 29–37 cm DO: 17–19 cm MC: brak danych       | DD          |
| Caaporamys |                  |         | Coendou pruinosus     | O. Thomas, 1905 | igłozwierz oszroniony         | gatunek monotypowy | północno-środkowa Kolumbia (wschodnie Andy i Serranía de la Macarena), zachodnia i północna Wenezuela (Serranía de Perijá na wschód do Kordyliery Nadbrzeżnej); zakres wysokości: 55–2600 m n.p.m.              | DC: 32–38 cm DO: około 19 cm MC: brak danych    | LC          |
| Caaporamys |                  |         | Coendou ichillus      | Voss & M.N.F. da Silva, 2001                                                                                             | igłozwierz paskowany          | gatunek monotypowy | niziny we wschodnim Ekwadorze i północno-wschodnim Peru; być może na północ od rzeki Amazonka na wschód do rzeki Negro; zakres wysokości: poniżej 500 m n.p.m.                                                  | DC: 26–29 cm DO: 21–25 cm MC: brak danych       | DD          |
| Caaporamys |                  |         | Coendou roosmalenorum | Voss & M.N.F. da Silva, 2001                                                                                             | igłozwierz nadrzeczny         | gatunek monotypowy | endemit Brazylii (obie strony rzeki Madeira (Amazonas i Rondônia); być możej szerzej rozpowszechniony | DC: około 29 cm DO: około 26 cm MC: około 600 g | DD          |
| Caaporamys |                  |         | Coendou melanurus     | (J.A. Wagner, 1842) | igłozwierz czarnoogonowy      | gatunek monotypowy | niziny na północ od rzeki Amazonka, na wschód od rzeki Orinoko i rzeki Negor (wschodnia Wenezuela, regionj Gujana i npółnocna Brazylia)                                                                         | DC: 28–38 cm DO: 22–36 cm MC: 1,5–2,4 kg        | LC }        |

Kategorie IUCN:  LC  – gatunek najmniejszej troski,  VU  – gatunek narażony,  DD  – gatunki o nieokreślonym stopniu zagrożenia. 
Opisano również gatunki wymarłe:
- Coendou kleini (Frazier, 1981)[39] (Stany Zjednoczone; plejstocen)
- Coendou magnus (P.W. Lund, 1839)[12] (Brazylia; plejstocen)
- Coendou poyeri (Hulbert, 1997)[40] (Stany Zjednoczone; pliocen)